# Henadz Bliznjuk
Henadz Pjatrovitj Bliznjuk (belarusiska: Генадзь Пятровіч Блізнюк, ryska: Геннадий Петрович Близнюк: Gennadij Petrovitj Bliznjuk), född 30 juli 1980 I Svetlogorsk i Svetlogorsk rajon i Gomel oblast i Vitryska SSR i Sovjetunionen (nu Svetlahorsk i Svetlahorsk rajon i Homels voblast i Belarus), är en belarusisk fotbollstränare och före detta fotbollsspelare (central forward).